# Sci alpino ai XIX Giochi olimpici invernali - Combinata femminile
Tra le competizioni dello sci alpino ai XIX Giochi olimpici invernali di Salt Lake City 2002 la combinata femminile si disputò giovedì 14 febbraio sulla pista Wildflower di Snowbasin; la croata Janica Kostelić vinse la medaglia d'oro, l'austriaca Renate Götschl quella d'argento e la tedesca Martina Ertl quella di bronzo.
A causa del forte vento il programma della gara fu modificato e le due manche dello slalom speciale vennero disputate prima della discesa libera.
Detentrice uscente del titolo era la tedesca Katja Seizinger, che aveva vinto la gara dei XVIII Giochi olimpici invernali di Nagano 1998 disputata sul tracciato di Happo One precedendo le connazionali Ertl (medaglia d'argento) e Hilde Gerg (medaglia di bronzo); la campionessa mondiale in carica era la Ertl, vincitrice a Sankt Anton am Arlberg 2001 davanti all'austriaca Christine Sponring e all'italiana Karen Putzer.

## Risultati
| Pos. | Pett. | Atleta                     | Nazione     | Tempo slalom speciale | Pos. slalom speciale | Tempo discesa libera | Pos. discesa libera | Tempo totale | Distacco |
| ---- | ----- | -------------------------- | ----------- | --------------------- | -------------------- | -------------------- | ------------------- | ------------ | -------- |
| 1    | 1     | Janica Kostelić            | Croazia     | 1:27,28               | 1                    | 1:16,00              | 3                   | 2:43,28      |          |
| 2    | 2     | Renate Götschl             | Austria     | 1:29,50               | 4                    | 1:15,27              | 1                   | 2:44,77      | +1,49    |
| 3    | 6     | Martina Ertl               | Germania    | 1:28,38               | 2                    | 1:16,78              | 7                   | 2:45,16      | +1,88    |
| 4    | 4     | Marlies Oester             | Svizzera    | 1:29,34               | 3                    | 1:17,27              | 10                  | 2:46,61      | +3,33    |
| 5    | 11    | Michaela Dorfmeister       | Austria     | 1:31,00               | 7                    | 1:15,85              | 2                   | 2:46,85      | +3,57    |
| 6    | 10    | Lindsey Vonn               | Stati Uniti | 1:31,44               | 9                    | 1:16,61              | 4                   | 2:48,05      | +4,77    |
| 7    | 14    | Geneviève Simard           | Canada      | 1:29,88               | 5                    | 1:18,26              | 17                  | 2:48,14      | +4,86    |
| 8    | 22    | Catherine Borghi           | Svizzera    | 1:31,91               | 10                   | 1:16,88              | 8                   | 2:48,79      | +5,51    |
| 9    | 21    | Jenny Owens                | Australia   | 1:32,25               | 14                   | 1:16,96              | 9                   | 2:49,31      | +6,03    |
| 10   | 17    | Sara-Maude Boucher         | Canada      | 1:31,27               | 8                    | 1:18,10              | 16                  | 2:49,37      | +6,09    |
| 11   | 15    | Selina Heregger            | Austria     | 1:32,40               | 16                   | 1:17,29              | 12                  | 2:49,69      | +6,41    |
| 12   | 25    | Alice Jones                | Australia   | 1:32,39               | 15                   | 1:17,83              | 15                  | 2:50,22      | +6,94    |
| 13   | 12    | Julia Mancuso              | Stati Uniti | 1:33,73               | 19                   | 1:17,60              | 13                  | 2:51,33      | +8,05    |
| 14   | 16    | Chemmy Alcott              | Regno Unito | 1:32,28               | 12                   | 1:19,06              | 18                  | 2:51,34      | +8,06    |
| 15   | 9     | Daniela Ceccarelli         | Italia      | 1:35,06               | 20                   | 1:16,75              | 6                   | 2:51,81      | +8,53    |
| 16   | 13    | Petra Zakouřilová          | Rep. Ceca   | 1:31,93               | 11                   | 1:19,90              | 23                  | 2:51,83      | +8,55    |
| 17   | 26    | Macarena Simari Birkner    | Argentina   | 1:33,69               | 18                   | 1:19,21              | 20                  | 2:52,90      | +9,62    |
| 18   | 23    | Lucia Recchia              | Italia      | 1:35,82               | 21                   | 1:17,28              | 11                  | 2:53,10      | +9,82    |
| 19   | 31    | Elena Tagliabue            | Italia      | 1:36,30               | 23                   | 1:17,66              | 14                  | 2:53,96      | +10,68   |
| 20   | 24    | María Belén Simari Birkner | Argentina   | 1:35,98               | 22                   | 1:19,94              | 24                  | 2:55,92      | +12,64   |
| 21   | 30    | Patrizia Bassis            | Italia      | 1:41,36               | 27                   | 1:16,72              | 5                   | 2:58,08      | +14,80   |
| 22   | 29    | Alexandra Munteanu         | Romania     | 1:39,00               | 25                   | 1:19,53              | 22                  | 2:58,53      | +15,25   |
| 23   | 28    | Gabriela Martinovová       | Rep. Ceca   | 1:39,49               | 26                   | 1:19,17              | 19                  | 2:58,66      | +15,38   |
| 24   | 19    | Rowena Bright              | Australia   | 1:51,22               | 28                   | 1:19,46              | 21                  | 3:10,68      | +27,40   |
|      | 3     | Janette Hargin             | Svezia      | 1:30,32               | 6                    | DNF                  |                     |              |          |
|      | 20    | Petra Haltmayr             | Germania    | 1:32,32               | 13                   | DNF                  |                     |              |          |
|      | 8     | Hilde Gerg                 | Germania    | 1:32,27               | 17                   | DNF                  |                     |              |          |
|      | 26    | Dagný Kristjánsdóttir      | Islanda     | 1:38,16               | 24                   | DNF                  |                     |              |          |
|      | 5     | Caroline Lalive            | Stati Uniti | DNF                   |                      |                      |                     |              |          |
|      | 7     | Christine Sponring         | Austria     | DNF                   |                      |                      |                     |              |          |
|      | 18    | Lucie Hrstková             | Rep. Ceca   | DNF                   |                      |                      |                     |              |          |

Legenda:

DNF = prova non completata

Pos. = posizione

Pett. = pettorale
Slalom speciale

Pista: Wildflower

Partenza: 2 100 m s.l.m.

Arrivo: 1 948 m s.l.m.

Dislivello: 152 m

1ª manche:

Ore: 

Porte: 53

Tracciatore: Thomas Stauffer (Stati Uniti)

2ª manche:

Ore: 

Porte: 50

Tracciatore: Franz Gamper (Germania)
Discesa libera

Ore: 14.45 (UTC-7)

Pista: Wildflower

Partenza: 2 655 m s.l.m.

Arrivo: 1 958 m s.l.m.

Lunghezza: 2 237 m

Dislivello: 707 m

Porte: 30

Tracciatore: Jan Tischhauser (FIS)